# حلزون الأيكة

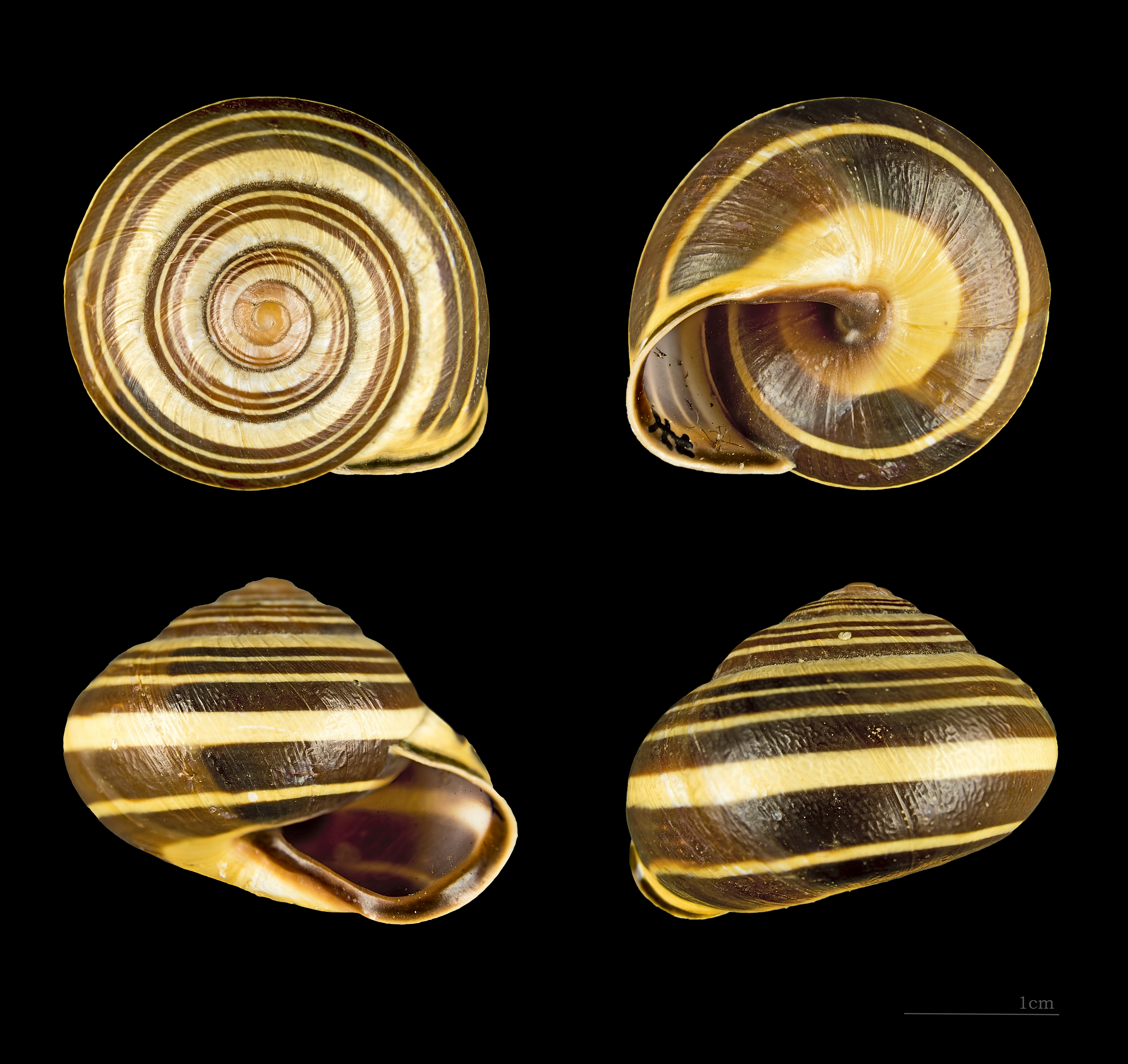
Cepaea nemoralis

حلزون الخشب المخطط أو حلزون الأيكة أو الحلزون البني الطرف (الاسم العلمي: Cepaea nemoralis) هو من أكثر الحلزونات البرية شيوعاً، وينتشر في أوروبا. حلزون الأيكة قريب من الحلزون الأبيض الطرف، ويعتبر الأكبر حجماً بين النوعين، إلا أن المميز الأساسي فيه هو الشريط البني اللون المتواجد عند طرف صدفته. لكن، لا يمكن اعتباره دليلاً أساسياً على النوع، ذلك لوجود على الأقل نوع متحول واحد ذو شريط أبيض اللون، شبيه بالحلزون الأبيض الطرف.

## المواصفات

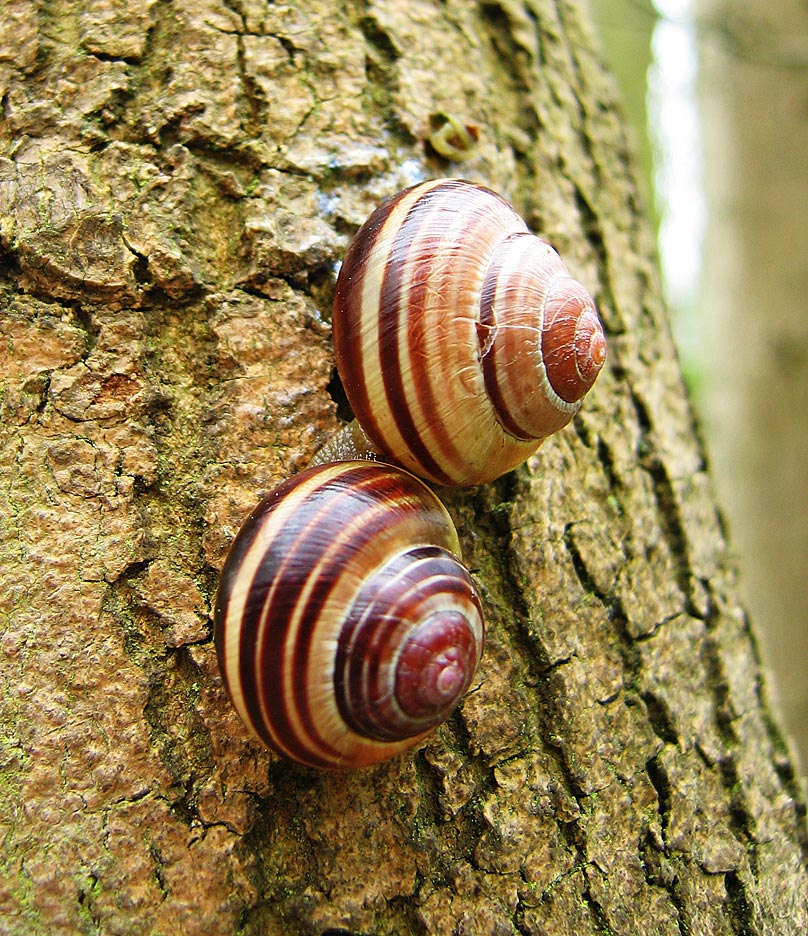
يمكن ملاحظة الاختلاف في الألوان والأشرطة في أصداف حلزونا الأيكة

حجم حلزون الأيكة صغير نسبياً، وقد ينمو ليبلغ 20 ملم في الطول و25 ملم في العرض، ولصدفته الشبه لامعة 5 ونصف أو 4 ونصف التفافات. بخلاف الشريط البني المميز، يمكن لأصداف هذه الحلزونات اتخاذ ألوان عديدة، تتراوح ما بين الأبيض، إلى الوردي والأصفر، وحتى البني الداكن. يعتقد أن هذا التباين الكبير في الألوان يستخدم كوسيلة للتمويه، لكن، لوحظ أن لدرجة هذه الألوان أثر في درجة حرارة الحلزون، حيث أن الألوان الأدكن تعمل على رفع درجة الحرارة بشكل أكبر، لذلك تنتشر معظم الحلزونات ذات الأصداف الداكنة في الغابات، بينما تلك التي تمتلك أصدافاً أفتح في اللون تنتشر في المناطق العشبية.

## مناطق الانتشار
يتأصل حلزون الأيكة من غرب ووسط أوروبا وشمال غرب أفريقيا، ويستوطن المناطق العشبية والغابات، ويتواجد في المناطق المدنية في غرب أوروبا.

## معرض صور

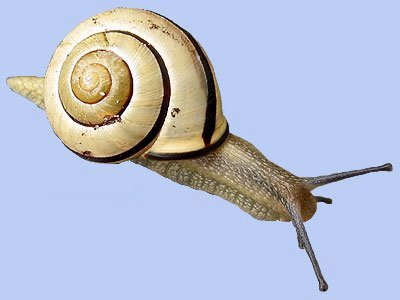
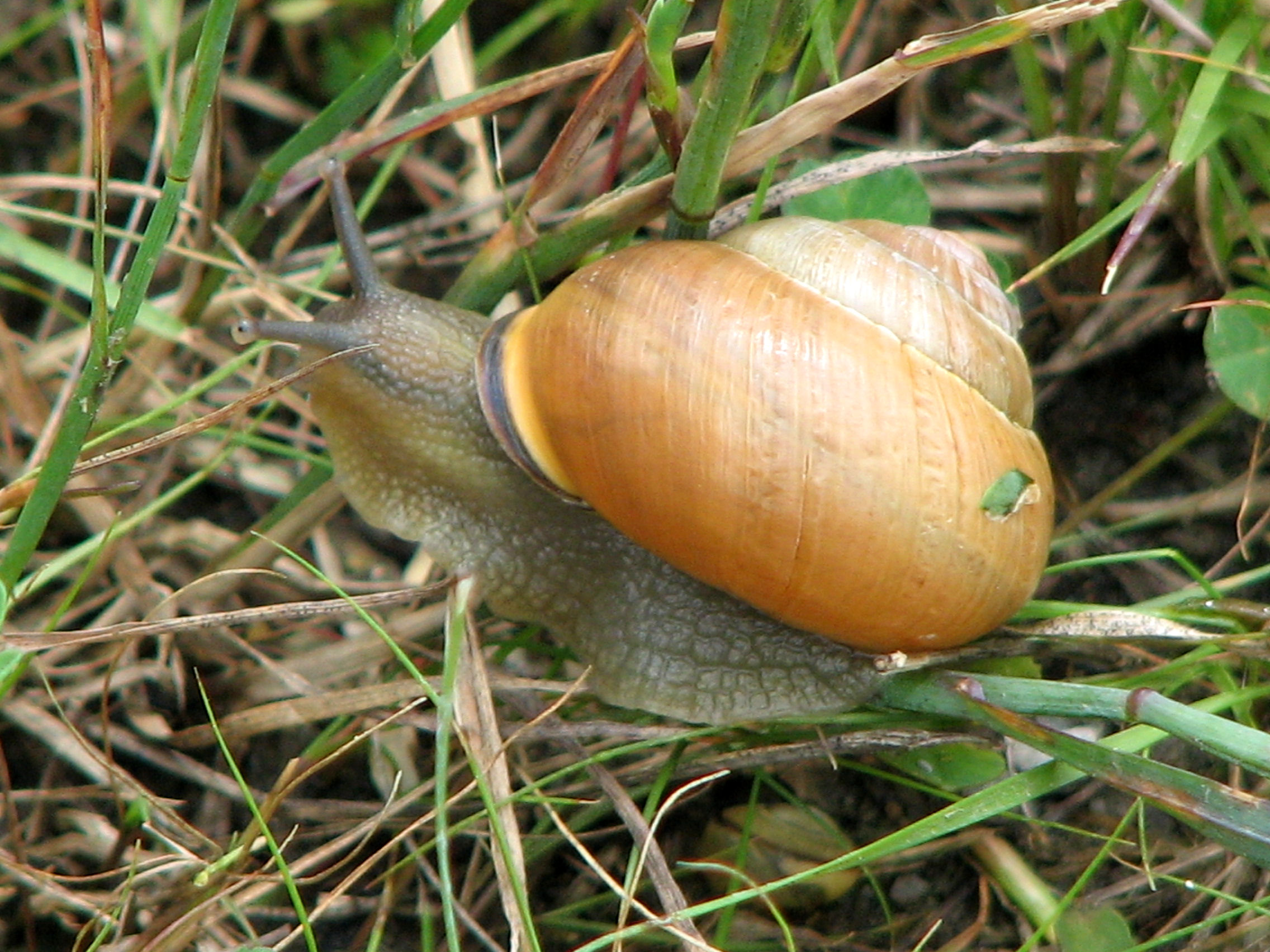
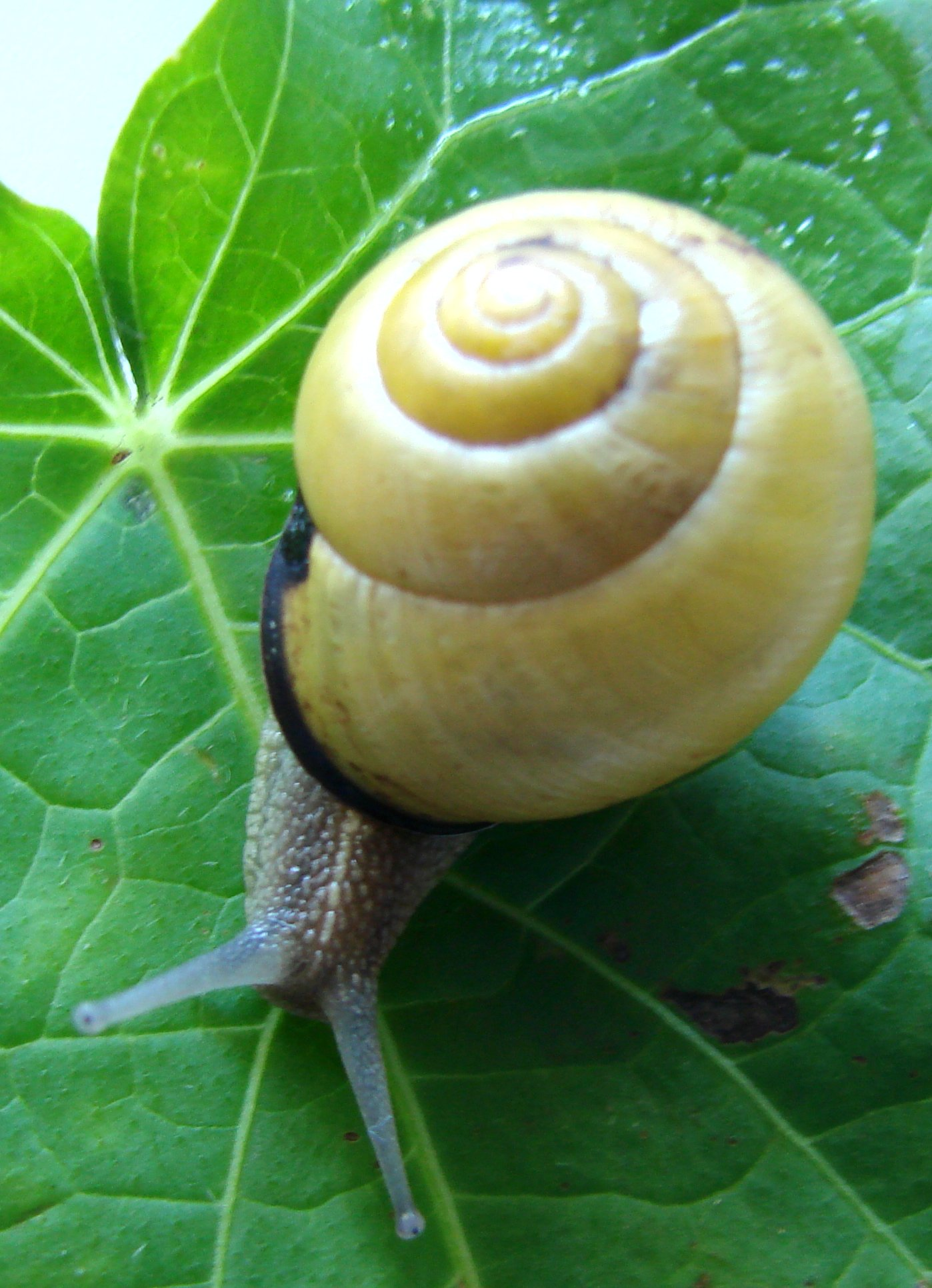
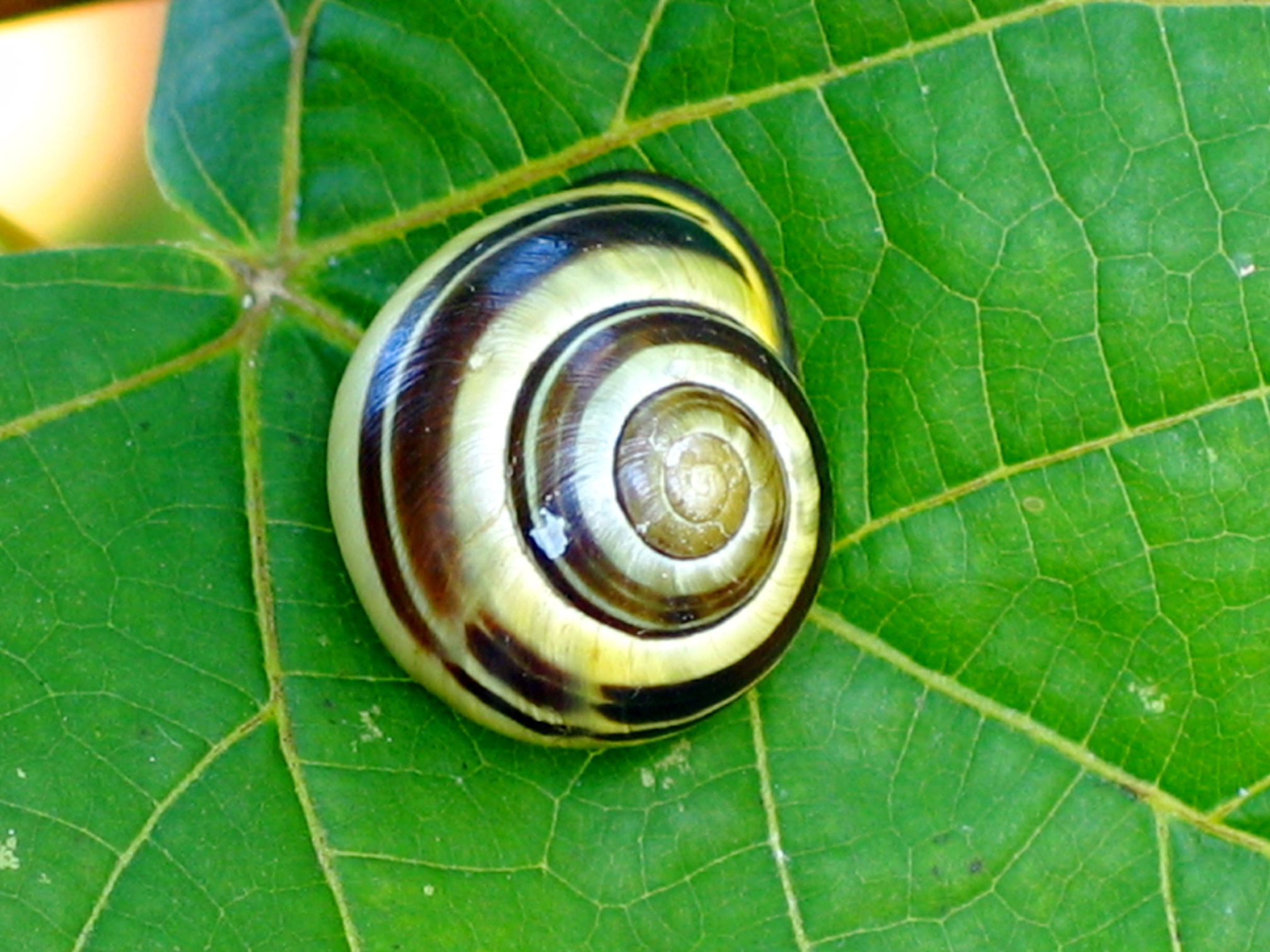